# Vanthoffita
La vanthoffita és un mineral de la classe dels sulfats. Rep el seu nom de Jacobus Henricus van't Hoff (1852-1911), professor de química, química física i termodinàmica, fundador de l'estereoquímica, estudiant d'equilibris en solucions salines, i Premi Nobel.

## Característiques
La vanthoffita és un sulfat de fórmula química Na₆Mg(SO₄)₄. Cristal·litza en el sistema monoclínic. Es troba en forma granular anèdrica i massiva. La seva duresa a l'escala de Mohs és 3,5.
Segons la classificació de Nickel-Strunz, la vanthoffita pertany a «07.AC - Sulfats (selenats, etc.) sense anions addicionals, sense H₂O, amb cations de mida mitjana i grans» juntament amb els següents minerals: piracmonita, efremovita, langbeinita, manganolangbeinita, yavapaiïta, eldfellita, godovikovita, sabieïta, thenardita, metathenardita i aftitalita.

## Formació i jaciments
Es troba de manera restringida en dipòsits d'evaporites d'origen oceànic. Sol trobar-se associada a altres minerals com: weïta, langbeinita, halita o blödita. Va ser descoberta l'any 1902 a Wilhelmshall, Halberstadt, Saxònia-Anhalt, Alemanya.